# Campionato Europeo UEFS 1995
Il quarto Campionato europeo di futsal (calcio da sala) denominato Eurofutsal, organizzato dalla UEFS si è svolto in Marocco, nelle città di Casablanca, Rabat e Kenitra, nel 1995 ed ha visto la partecipazione di dieci formazioni nazionali. La Spagna non ha ripetuto il risultato della precedente edizione, la vittoria finale è andata alla nazionale slovacca al primo successo in una manifestazione per nazionali.

## Classifica finale
1. Slovacchia
2. Marocco
3. Russia
4. Repubblica Ceca
5. Portogallo
6. Spagna
7. Israele
8. Bielorussia
9. Francia
10. Moldavia